# Елдон (парафія, Нью-Брансвік)
Елдон (англ. Eldon) — парафія в Канаді, у провінції Нью-Брансвік, у складі графства Рестігуш.

## Населення
За даними перепису 2016 року, парафія нараховувала 657 осіб, показавши скорочення на 5,9%, порівняно з 2011-м роком. Середня густина населення становила 0,4 осіб/км².
З офіційних мов обидвома одночасно володіли 150 жителів, тільки англійською — 290, тільки французькою — 220. Усього 5 осіб вважали рідною мовою не одну з офіційних.
Працездатне населення становило 52,1% усього населення, рівень безробіття — 24,6% (38,7% серед чоловіків та 10% серед жінок). 86,9% осіб були найманими працівниками, а 6,6% — самозайнятими.
Середній дохід на особу становив $25 690 (медіана $24 128), при цьому для чоловіків — $28 373, а для жінок $22 882 (медіани — $28 416 та $19 904 відповідно).
28% мешканців мали закінчену шкільну освіту, не мали закінченої шкільної освіти — 42,4%, 28,8% мали післяшкільну освіту, з яких 5,9% мали диплом бакалавра, або вищий.
| Статево-вікова структура населення | Статево-вікова структура населення | Статево-вікова структура населення | Статево-вікова структура населення | Статево-вікова структура населення |
| ---------------------------------- | ---------------------------------- | ---------------------------------- | ---------------------------------- | ---------------------------------- |
|                                    |                                    |                                    |                                    |                                    |
| Всього                             | Всього                             | 51,5%48,5%                         |                                    |                                    |
| 0 — 14 років                       | 0 — 14 років                       |                                    | 9,2%                               | 9,2%                               |
| 15 — 64 років                      | 15 — 64 років                      |                                    | 66,2%                              | 66,2%                              |
| 65 і більше                        | 65 і більше                        |                                    | 24,6%                              | 24,6%                              |
| 85 і більше                        | 85 і більше                        |                                    | 2,3%                               | 2,3%                               |
| Середній вік (років)               | Середній вік (років)               | 50,048,5                           | 49,3                               | 49,3                               |
| Медіана (років)                    | Медіана (років)                    | 54,753,6                           | 54,2                               | 54,2                               |
| — чоловіки — жінки                 |                                    |                                    |                                    |                                    |

| Походження мешканців:     | Походження мешканців:     | Походження мешканців: | Походження мешканців: | Походження мешканців: |
| ------------------------- | ------------------------- | --------------------- | --------------------- | --------------------- |
| Походження                |                           |                       | осіб                  | %                     |
| Корінні американці        | Корінні американці        |                       | 90                    | 13.64%                |
| Інше північноамериканське | Інше північноамериканське |                       | 490                   | 74.24%                |
| Європейське               | Європейське               |                       | 305                   | 46.21%                |
| британське                | британське                |                       | 220                   | 33.33%                |
| французьке                | французьке                |                       | 115                   | 17.42%                |

| Зайнятість населення за галузями (за класифікацією NOC): | Зайнятість населення за галузями (за класифікацією NOC): | Зайнятість населення за галузями (за класифікацією NOC): | Зайнятість населення за галузями (за класифікацією NOC): | Зайнятість населення за галузями (за класифікацією NOC): |
| -------------------------------------------------------- | -------------------------------------------------------- | -------------------------------------------------------- | -------------------------------------------------------- | -------------------------------------------------------- |
|                                                          |                                                          |                                                          |                                                          |                                                          |
| Управління                                               | Управління                                               |                                                          | 3,5%                                                     | 3,5%                                                     |
| Бізнес, фінанси та адміністрування                       | Бізнес, фінанси та адміністрування                       |                                                          | 8,8%                                                     | 8,8%                                                     |
| Охорона здоров'я                                         | Охорона здоров'я                                         |                                                          | 10,5%                                                    | 10,5%                                                    |
| Освіта, правозахист, муніципальні та урядові служби      | Освіта, правозахист, муніципальні та урядові служби      |                                                          | 5,3%                                                     | 5,3%                                                     |
| Мистецтво, культура, відпочинок та спорт                 | Мистецтво, культура, відпочинок та спорт                 |                                                          | 3,5%                                                     | 3,5%                                                     |
| Роздрібна торгівля та послуги                            | Роздрібна торгівля та послуги                            |                                                          | 24,6%                                                    | 24,6%                                                    |
| Гуртова торгівля, транспорт та обладнання                | Гуртова торгівля, транспорт та обладнання                |                                                          | 22,8%                                                    | 22,8%                                                    |
| Природні ресурси, сільське господарство                  | Природні ресурси, сільське господарство                  |                                                          | 8,8%                                                     | 8,8%                                                     |
| Виробництво                                              | Виробництво                                              |                                                          | 10,5%                                                    | 10,5%                                                    |

## Клімат
Середня річна температура становить 2,5°C, середня максимальна – 20,6°C, а середня мінімальна – -20,5°C. Середня річна кількість опадів – 1 096 мм.
| Клімат поселення                              | Клімат поселення | Клімат поселення | Клімат поселення | Клімат поселення | Клімат поселення | Клімат поселення | Клімат поселення | Клімат поселення | Клімат поселення | Клімат поселення | Клімат поселення | Клімат поселення | Клімат поселення |
| Показник                                      | Січ.             | Лют.             | Бер.             | Квіт.            | Трав.            | Черв.            | Лип.             | Серп.            | Вер.             | Жовт.            | Лист.            | Груд.            |                  |
| Середній максимум, °C                         | −7,64            | −6,26            | 0,14             | 7,08             | 14,77            | 20,36            | 20,61            | 20,21            | 14,55            | 8,67             | 2,46             | −5,44            |                  |
| Середня температура, °C                       | −14,04           | −12,65           | −6,26            | 0,66             | 8,38             | 13,94            | 17,06            | 16,65            | 10,99            | 5,11             | −1,11            | −8,99            |                  |
| Середній мінімум, °C                          | −20,45           | −19,06           | −12,66           | −5,74            | 1,97             | 7,54             | 13,49            | 13,09            | 7,42             | 1,56             | −4,66            | −12,55           |                  |
| Норма опадів, мм                              | 88               | 67               | 71               | 66               | 93               | 102              | 123              | 107              | 94               | 98               | 97               | 90               |                  |
| Середньомісячна швидкість вітру, м/с          | 4.00             | 4.04             | 4.17             | 3.92             | 3.60             | 3.25             | 2.90             | 2.88             | 3.18             | 3.50             | 3.70             | 3.88             |                  |
| Середньомісячна сонячна радіація, кДж/м²·день | 4912             | 8222             | 12078            | 15715            | 18308            | 20132            | 19420            | 17052            | 12387            | 7575             | 4486             | 3671             |                  |
| --------------------------------------------- | ---------------- | ---------------- | ---------------- | ---------------- | ---------------- | ---------------- | ---------------- | ---------------- | ---------------- | ---------------- | ---------------- | ---------------- | ---------------- |
| Джерело:                                      |                  |                  |                  |                  |                  |                  |                  |                  |                  |                  |                  |                  |                  |